# Пенні Гардевей
Анферні Діон «Пенні» Гардевей (англ. Anfernee Deon "Penny" Hardaway, нар. 18 липня 1971, Мемфіс, Теннессі) — американський професійний баскетболіст, що грав на позиціях атакувального захисника і розігруючого захисника за декілька команд НБА. Гравець національної збірної США. Олімпійський чемпіон 1996 року.

## Ігрова кар'єра

### Школа та університет
Починав грати у баскетбол в команді старшої школи Трідвелла (Мемфіс, Теннессі). У випускному класі набирав 36,6 очок та 10,1 підбирань за гру. Журнал «Parade» назвав його найкращим гравцем року в США серед старшокласників.
На університетському рівні грав за команду Мемфіс Стейт (1991–1993). Проте у перший рік свого перебування в університеті він не мав права грати у баскетбол. Саме тоді його пограбували на вулиці та підстрелили ногу. На свій другий рік він уже міг грати, таким чином набирав 22,8 очки, 8,5 підбирань та 6,4 асисти за гру.

### «Орландо Меджик»
1993 року був обраний у першому раунді драфту НБА під загальним 3-м номером командою «Голден-Стейт Ворріорс». «Ворріорс» одразу ж обміняли його до «Орландо Меджик» на Кріса Веббера. Починав грати в Орландо на позиції атакувального захисника, одночасно перебираючи досвід гри від ветерана Скотта Скайлза на позиції розігруючого. За підсумками сезону Гардевея було включено до Збірної новачків НБА, а сам Пенні набирав 16 очок, 6,6 асистів та 5,4 підбирання за гру. За звання Найкращого новачка сезону він уступив лише Крісу Вебберу.
В наступному сезоні набирав в середньому 20,9 очок, 7,2 передачі та 4,4, підбирання. Його вперше було включено до складу команди Східної конференції на Матч всіх зірок. Допоміг команді дійти до фіналу НБА, здолавши на своєму шляху «Чикаго Буллз» на чолі з Майклом Джорданом. У фіналі, «Орландо» на чолі з Шакілом О'Нілом та Гардевеєм всуху програли серію «Х'юстон Рокетс».
Травма О'Ніла на початку сезону 1995—1996 змусила Гардевея стати першою опцією в атаці, що йому і вдалося. У Орландо вийшла серія 17-5, а Гардевей був названий гравцем Листопада в НБА, набираючи 27 очок за гру. На Матчі всіх зірок вдруге поспіль опинився в стартовому складі. У сезоні набирав 21,7 очки та 7,1 асист. Також за підсумками сезону опинився на третьому місці у голосуванні за нагороду Найціннішого гравця чемпіонату. Став єдиним гравцем у лізі із мінімум 20 очками, 5 передачами із відсотком влучання більше 50%. У плей-оф «Орландо» дійшли до фіналу Східної конференції, де програли «Чикаго».
1996 року взяв участь Олімпіаді 1996, де у складі збірної США став олімпійським чемпіоном.
У міжсезоння партнер по команді Шакіл О'Ніл перейшов до «Лос-Анджелес Лейкерс», залишивши Гардевея єдиною зіркою в команді. Незважаючи на низку травм, він втретє поспіль потрапив на зірковий вік-енд. Після матчу всіх зірок зіграв ще один матч, після чого отримав рецидив травми та пропустив решту сезону. Будучи лідером в команді виступив проти головного тренера Браяна Гілла, що призвело до звільнення останнього.
У наступному, скороченому через локаут сезоні, зіграв у всіх 50 іграх регулярного сезону, вивівши команду до плей-оф. Проте «Меджик» вилетіли в першому ж раунді від «Філадельфія Севенті-Сіксерс».

### «Фінікс Санз»
Влітку 1999 перейшов до складу «Фінікс Санз» в обмін на Денні Меннінга, Пета Герріті та два майбутні драфт-піки першого раунду. У Фініксі він приєднався до Джейсона Кідда, щоб сформувати зірковий дует, який одразу ж назвали «Задня ланка 2000» (BackCourt 2000). Проте в першому сезоні через травми вони зіграли разом лише 45 матчів. Команда пробилася до плей-оф, де у першому раунді обіграла «Сан-Антоніо Сперс», проте поступилася у наступному — майбутньому чемпіону «Лос-Анджелес Лейкерс».
Майже весь наступний сезон пропустив через травму коліна. Проте вже в сезону 2001—2002 зіграв у всіх 80 матчах сезону. Але його роль у команді змінилась. Джейсон Кідд та Кріс Дадлі перейшли до складу «Нью-Джерсі Нетс», натомість до Фінікса переїхали Стефон Марбері, Джонні Ньюман та Сумайла Самаке. Марбері зайняв позицію розігруючого і гра команди змінилась з «пасуючого» стилю Кідда на «стріляючий» стиль Марбері. Через це у Гардевея з ним виник конфлікт. Згодом до команди прийшов Джо Джонсон і Гардевей вперше в кар'єрі опинився на лавці запасних.
Сезон 2002—2003 починав на лавці запасних, однак невпевнена гра молодого Джонсона дозволила Гардевею повернути собі місце у стартовому складі. Набирав в середньому 10,6 очок, 4,4 підбирання та 4,1 передачі. У першому раунді плей-оф «Фінікс» нічого не зміг протиставити «Сан-Антоніо».

### «Нью-Йорк Нікс»
6 січня 2004 року разом з Марбері та Цезарем Трибаньським перейшов до «Нью-Йорк Нікс», а у зворотньому напрямку поїхали Говард Айзлі, Мацей Лампе, Чарлі Ворд та Антоніо Макдаєсс. По завершенню регулярного сезону «Нікс» на чолі з Марбері та Гардевеєм потрапили до плей-оф, де програли у першому ж раунді «Нью-Джерсі Нетс». У сезоні Гардевей набирав 9,2 очки та 3,8 підбирання.
Наступний сезон супроводжувався боротьбою з травмами. Статистичні показники були наступними: 7,3 очки, 2,4 підбирання та 2 результативні передачі у 27 іграх. Сезон 2005—2006 також пропустив через травми, зігравши лише в чотирьох матчах.
22 лютого 2006 року перейшов назад до «Орландо Меджик», але за іронією долі вже через п'ять днів клуб з Орландо відмовився від контракту Гардевея, щоб зекономити гроші для майбутніх трансферів. Саме в той час головним тренером Орландо був Браян Гілл. Таким чином він опинився без команди.

### «Маямі Гіт»
9 серпня 2007 року підписав мінімальний ветеранський контракт з «Маямі Гіт». 12 грудня 2007 року «Гіт» відмовились від послуг Гардевея, щоб звільнити місце для Люка Джексона. У 16 матчах, які він встиг зіграти, набирав 3,8 очка, 2,2 передачі та 2,2 асиста.

## Кіно та телебачення
1994 року разом з товаришем по команді Шакілом О'нілом знявся у фільмі «Азартна гра». Обоє грали баскетболістів-першокурсників у вигаданому університеті.
2015 року знявся в документальному фільмі ESPN «30 на 30», який розповідає про «Орландо Меджик» 90-х років.

## Особисте життя
У Гардевея троє дітей — син Джейден, який також грає в баскетбол, та дві доньки.
За свою 16 річну спортивну кар'єру заробив 120 млн. доларів. Володіє салоном краси та перукарнею в центрі Мемфіса.
2012 року разом з Пейтоном Меннінгом та Джастіном Тімберлейком придбав частину акцій «Мемфіс Ґріззліс».

## Статистика виступів в НБА

### Регулярний сезон
| Сезон              | Команда          | GP  | GS  | MPG  | FG%  | 3P%  | FT%   | RPG | APG | SPG | BPG | PPG  |
| ------------------ | ---------------- | --- | --- | ---- | ---- | ---- | ----- | --- | --- | --- | --- | ---- |
| 1993–1994          | «Орландо Меджик» | 82  | 82  | 36.8 | .466 | .267 | .742  | 5.4 | 6.6 | 2.3 | 0.6 | 16.0 |
| 1994–1995          | «Орландо Меджик» | 77  | 77  | 37.7 | .512 | .349 | .769  | 4.4 | 7.2 | 1.7 | 0.3 | 20.9 |
| 1995–1996          | «Орландо Меджик» | 82  | 82  | 36.8 | .513 | .314 | .767  | 4.3 | 7.1 | 2.0 | 0.5 | 21.7 |
| 1996–1997          | «Орландо Меджик» | 59  | 59  | 37.6 | .447 | .318 | .820  | 4.5 | 5.6 | 1.6 | 0.6 | 20.5 |
| 1997–1998          | «Орландо Меджик» | 19  | 15  | 32.9 | .377 | .300 | .763  | 4.0 | 3.6 | 1.5 | 0.8 | 16.4 |
| 1998–1999          | «Орландо Меджик» | 50  | 50  | 38.9 | .420 | .286 | .706  | 5.7 | 5.3 | 2.2 | 0.5 | 15.8 |
| 1999–00            | «Фінікс Санз»    | 60  | 60  | 37.6 | .474 | .324 | .790  | 5.8 | 5.3 | 1.6 | 0.6 | 16.9 |
| 2000–2001          | «Фінікс Санз»    | 4   | 4   | 28.0 | .417 | .250 | .636  | 4.5 | 3.8 | 1.5 | 0.3 | 9.8  |
| 2001–2002          | «Фінікс Санз»    | 80  | 56  | 30.8 | .418 | .277 | .810  | 4.4 | 4.1 | 1.5 | 0.4 | 12.0 |
| 2002–2003          | «Фінікс Санз»    | 58  | 51  | 30.6 | .447 | .356 | .794  | 4.4 | 4.1 | 1.1 | 0.4 | 10.6 |
| 2003–2004          | «Фінікс Санз»    | 34  | 10  | 25.8 | .443 | .400 | .857  | 2.9 | 2.9 | 0.8 | 0.2 | 8.7  |
| 2003–04            | «Нью-Йорк Нікс»  | 42  | 4   | 29.0 | .390 | .364 | .775  | 4.5 | 1.9 | 1.0 | 0.3 | 9.6  |
| 2004–2005          | «Нью-Йорк Нікс»  | 37  | 0   | 24.2 | .423 | .300 | .739  | 2.4 | 2.0 | 0.8 | 0.1 | 7.3  |
| 2005–2006          | «Нью-Йорк Нікс»  | 4   | 0   | 18.0 | .286 | .000 | 1.000 | 2.5 | 2.0 | 0.5 | 0.0 | 2.5  |
| 2007–2008          | «Маямі Гіт»      | 16  | 8   | 20.3 | .367 | .421 | .889  | 2.2 | 2.2 | 1.2 | 0.1 | 4.0  |
| Усього за кар'єру  |                  | 704 | 558 | 33.7 | .458 | .316 | .774  | 4.5 | 5.0 | 1.6 | 0.4 | 15.2 |
| В іграх усіх зірок |                  | 4   | 4   | 24.5 | .625 | .417 | .833  | 3.7 | 6.0 | 1.0 | 0.0 | 13.7 |

### Плей-оф
| Сезон             | Команда          | GP | GS | MPG  | FG%  | 3P%  | FT%  | RPG | APG | SPG | BPG | PPG  |
| ----------------- | ---------------- | -- | -- | ---- | ---- | ---- | ---- | --- | --- | --- | --- | ---- |
| 1994              | «Орландо Меджик» | 3  | 3  | 44.3 | .440 | .455 | .700 | 6.7 | 7.0 | 1.7 | 2.0 | 18.7 |
| 1995              | «Орландо Меджик» | 21 | 21 | 40.4 | .472 | .404 | .757 | 3.8 | 7.7 | 1.9 | 0.7 | 19.6 |
| 1996              | «Орландо Меджик» | 12 | 12 | 39.4 | .465 | .364 | .744 | 4.7 | 6.0 | 1.7 | 0.3 | 23.3 |
| 1997              | «Орландо Меджик» | 5  | 5  | 44.0 | .468 | .367 | .741 | 6.0 | 3.4 | 2.4 | 1.4 | 31.0 |
| 1999              | «Орландо Меджик» | 4  | 4  | 41.8 | .351 | .462 | .769 | 5.0 | 5.5 | 2.3 | 0.3 | 19.0 |
| 2000              | «Фінікс Санз»    | 9  | 9  | 42.9 | .462 | .263 | .710 | 4.9 | 5.7 | 1.6 | 1.2 | 20.3 |
| 2003              | «Фінікс Санз»    | 6  | 6  | 40.7 | .386 | .360 | .722 | 6.0 | 4.3 | 2.2 | 0.8 | 12.7 |
| 2004              | «Нью-Йорк Нікс»  | 4  | 3  | 42.0 | .365 | .357 | .833 | 4.5 | 5.8 | 1.5 | 0.3 | 16.5 |
| Усього за кар'єру |                  | 64 | 63 | 41.3 | .448 | .380 | .746 | 4.7 | 6.2 | 1.9 | 0.8 | 20.4 |